# Reinhold Ericson
Oscar Reinhold Ericson, född 3 april 1845 i Sankt Pers socken, Östergötland, död 3 september 1928 i Stockholm, var en svensk författare, journalist, tidningsredaktör och översättare.
Reinhold Ericson var son till nämndemannen Eric Magnus Andersson. Han blev elev vid Vadstena elementarläroverk 1854. 1870-1881 var han redaktionssekreterare för Östgöta Correspondenten och var därefter 1881-1887 Pariskorrespondent för flera svenska tidningar. Han var under tiden 1885 redaktör för Eos. Tidskrift för svensk och utländsk skönlitteratur. Därefter blev han redaktör för Köpings-Posten 1887-1889, för Gefleborgs Läns Tidning 1889-1895 och Söderköpings Tidning 1895-1898, för Borås Tidning och Westgöten 1899-1911 och för Borås kommunalblad 1904-1911. Han var därtill verksam som författare och översättare. Han utgav bland annat Fågelkåserier af Regulus (1906-1907) och Nordiskt djurgalleri (1913) samt de skönlitterära Madeleines hemgift (1887), Högt spel (1893), Dal-Karin (1904), Spökrummet på Spiringe (1906) samt  Hildur. Ett blad ur kärlekens tragedi (1908).